# Jan z Vartenberka (probošt)
Jan z Vartenberka (1476 – 8. ledna 1508 Praha, České království) byl český duchovní. V letech 1483–1490 byl proboštem vyšehradské kapituly a byl též proboštem budyšínské kapituly. V letech 1490–1508 byl 36. proboštem litoměřické kapituly a v letech 1499–1508 také proboštem svatovítské kapituly.

## Rodiče
Pocházel ze starobylého českého rodu pánů z Vartenberka, z jeho mladší děčínské větve. Jeho otec Zikmund byl nejvyšším královským číšníkem. V roce 1490 byl jmenován fojtem, nejvyšším úředníkem a zástupcem českého krále v Horní Lužici. Tuto funkci vykonával od roku 1491. Roku 1507 se stal hejtmanem knížectví opavského a hlohovského. Zemřel 20. prosince 1518 v Děčíně. První Zikmundovou manželkou a zároveň Janovou matkou byla Eliška z Kunštátu (zemřela 3. ledna 1501), druhou manželkou jeho otce byla od roku 1503 Hedvika, kněžna ze Zaháně.

## Životopis
Narodil se roku 1476. Rozhodl se pro duchovní povolání. Nejprve studoval v Praze, poté studoval práva v italské Bologni, přičemž patřil mezi nejlepší studenty. Ve studiu pokračoval a dosáhl titulu doktora teologie a obojího práva. Po ukončení studií se vrátil do Čech, kde byl jmenován proboštem vyšehradské kapituly po Hanušovi II. z Kolovrat, který zemřel 23. července 1483. V roce 1499 se stal proboštem svatovítské dómské kapituly (1499–1508) a roku 1502 i proboštem v lužickém Budyšíně. V litoměřické kapitule obdržel nejprve hodnost kanovníka. Pozoruhodné je, že dosáhl uvedených hodností ještě před vysvěcením. Proboštem litoměřickým byl jmenován patrně roku 1490 a tuto funkci zastával téměř 19 let. V roce 1500 byl po Blažejovi z Plané (1497–1499) administrátorem pražské horní konzistoře (1500–1511). Několik let před smrtí rezignoval na proboštství vyšehradské. Ve věku pouhých 32 let 8. ledna 1508 zemřel a byl pochován u vyšehradského proboštství v Praze.

## Přínos
Jan z Vartenberka poskytl vlastní finance na dokončení nového proboštského chrámu, který vysvětil kaminský biskup Benedikt z Valdštejna 15. února 1493.
O litoměřickou kapitulu pečoval intenzivně a již roku 1497 získal od krále Vladislava II. Jagellonského povolení k vykoupení zastavených statků či k jejich eventuálnímu prodeji, aby se získaly prostředky pro nutné potřeby litoměřické kapituly. Týkalo se to znovunabytí kapitulních statků Zubrnice, Leština, Knínice, Dolní a Horní Týnec, které byly za nepokojů zastaveny panu z Raupachu.
Pro proboštský kostel v Litoměřicích pravděpodobně objednal kolem roku 1500 u tzv. mistra litoměřického deskový Litoměřický oltář, z něhož se dochovaly jen zbytky, svědčící o tom, že patřil k největším křídlovým oltářům své doby. Velká pětidílná archa byla zdobena dvěma tematickými pásmy: výjevy ze života Panny Marie na vnitřních stranách křídel a scénami ze života a utrpení Kristova na vnějších stranách křídel. Malíř, vynikající umělec, je také autorem nástěnné výzdoby horní části kaple svatého Václava v chrámu sv. Víta v Praze.
Po svém vysvěcení v roce 1507 doplnil z vlastních soukromých financí chybějící peníze nutné pro činnost kapituly. Proslul neporušeností mravů a vzácně jemným kněžským charakterem.